# La signora dei tropici
La signora dei tropici (Lady of the Tropics) è un film del 1939 diretto da Jack Conway e, non accreditato, Leslie Fenton, con protagonisti Robert Taylor e Hedy Lamarr.
Il secondo film hollywoodiano della Lamarr contribuì ad imporla come la star più bella della MGM. Il colore bruno dei suoi capelli divenne di moda fra le star femminili, al punto che persino la bionda Joan Bennet si tinse i capelli. Il costumista Gilbert Adrian arrivò a spendere 35.000 dollari per vestire la protagonista con costumi esotici e copricapi che ricordano più la Thailandia che l'Indocina francese, copiati poi nelle riviste di moda dell'epoca.

## Trama
Mentre visita l'Indocina francese con la sua ragazza e con la famiglia di lei su di uno yacht privato, a Saigon il playboy americano Bill Carey si innamora di Manon DeVargnes, una bellissima donna locale di razza mista che incontra in un locale. Manon è perseguitata dall'uomo d'affari locale Pierre Delaroch,che ne pretende i favori, impedendo a Manon di ottenere un passaporto che le consenta di andare a Parigi. Bill e Manon si innamorano e alla fine si sposano, ma quando Bill non riesce a trovare lavoro a Saigon causa l'ostracismo di Delaroch, quest'ultimo organizza segretamente di far assumere Bill dalla sua compagnia dietro richiesta di Manon che,disperata,non riesce ad intravedere un futuro per lei e il suo amore.
La donna ottiene così il suo passaporto, ma al suo ritorno Bill scopre il tutto, e litiga con Manon dichiarando di voler uccidere Delaroch. Manon precede l'uomo e spara al loro persecutore e in seguito rivolge l'arma contro se stessa. Bill si ricongiunge a Manon agonizzante e le dichiara il proprio amore. La donna, ora felice, muore tra le sue braccia.

## Produzione
IL film fu girato durante l'interminabile fase di produzione (ben 18 mesi) di quello che era il secondo film della Lamarr a Hollywood e primo per lo studio MGM ovvero Questa donna è mia, che fu distribuito successivamente.

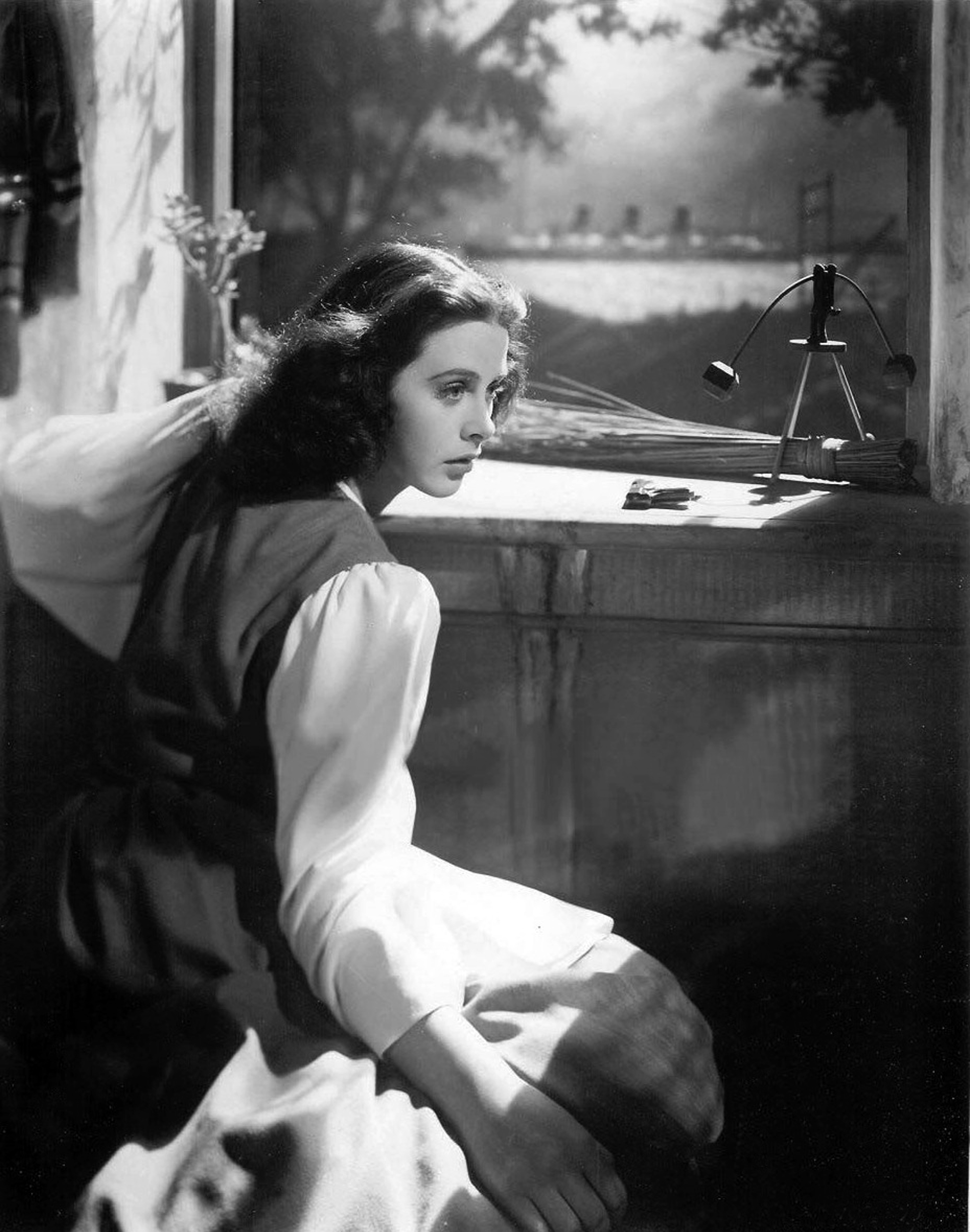
Hedy Lamarr nella scena finale del film

## Distribuzione
Distribuito dalla Metro-Goldwyn-Mayer, il film uscì nelle sale cinematografiche USA l'11 agosto 1939.
Al botteghino il film nonostante il successo deluse le aspettative dello studio. I costi di produzione furono di  913.000 dollari, compensati da ricavi nazionali di 1.042.000 dollari e 491.000 dollari dai ricavi internazionali, per un totale  di 1.533.000 dollari. Alla fine vi fu un magro profitto di soli 99.000 dollari americani.